# Libert Froidmont

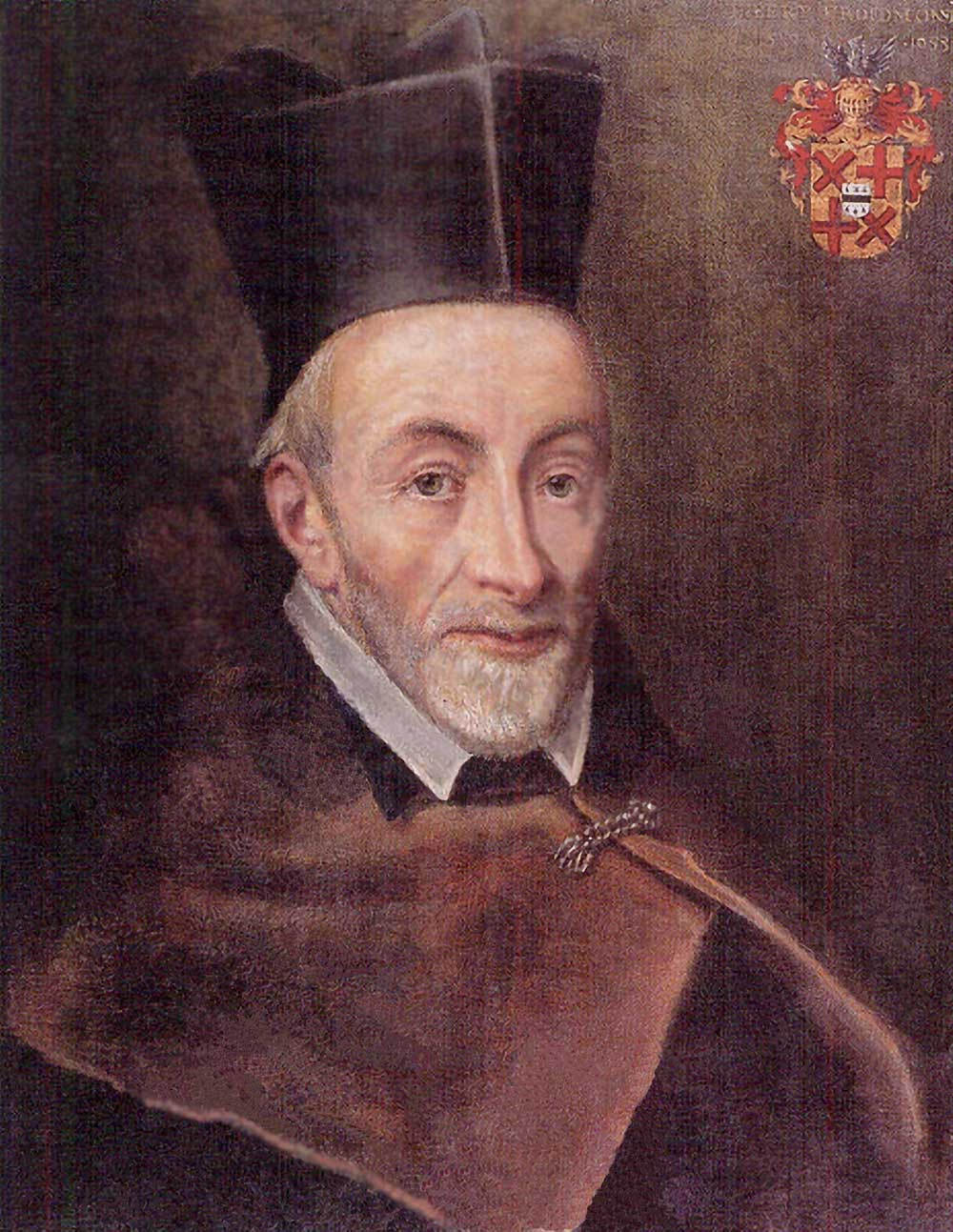
Portret ca. 1650

Libert Froidmont, verlatijnst Libertus Fromondus (Haccourt, 3 september 1587 – Leuven, 28 oktober 1653) was een Luiks wetenschapper en theoloog. Hij was bevriend met Cornelius Jansen en correspondeerde met René Descartes.

## Leven
Froidmont, zoon van Gerard Libert de Froidmont en Marguerite Radoux, werd opgeleid door de jezuïeten in zijn geboortestad Haccourt nabij Luik. Hij studeerde filosofie in Leuven aan de Pedagogie De Valk en vervolgens theologie aan het Pauscollege. Zonder twijfel door geldgebrek onderbrak Froidmont zijn studies om les te gaan geven aan de Sint-Michielsabdij in Antwerpen. In 1609 keerde hij weer naar Leuven om retorica en dan filosofie te doceren. Hij publiceerde er over natuurkunde en wiskunde. Descartes erkende hem als een autoriteit op het gebied van meteoren en stuurde hem zijn Verhandeling over de methode, die Froidmont nogal kritisch ontving. De Wetenschappelijke revolutie mocht dan onderweg zijn, Froidmont behield de traditionele Aristotelische visie, al streefde hij eerder naar het integreren dan afwijzen van nieuwe benaderingen. Tijdens zijn professoraat ging hij godgeleerdheid studeren. Hij promoveerde in 1628 onder Jansenius, met wie hij bevriend raakte. Toen Jansenius bisschop werd in Ieper, was Froidmont zijn opvolger op de leerstoel over de Schrift. Jansenius vertrouwde hem ook de postume publicatie van zijn hoofdwerk toe, de Augustinus.

## Publicaties

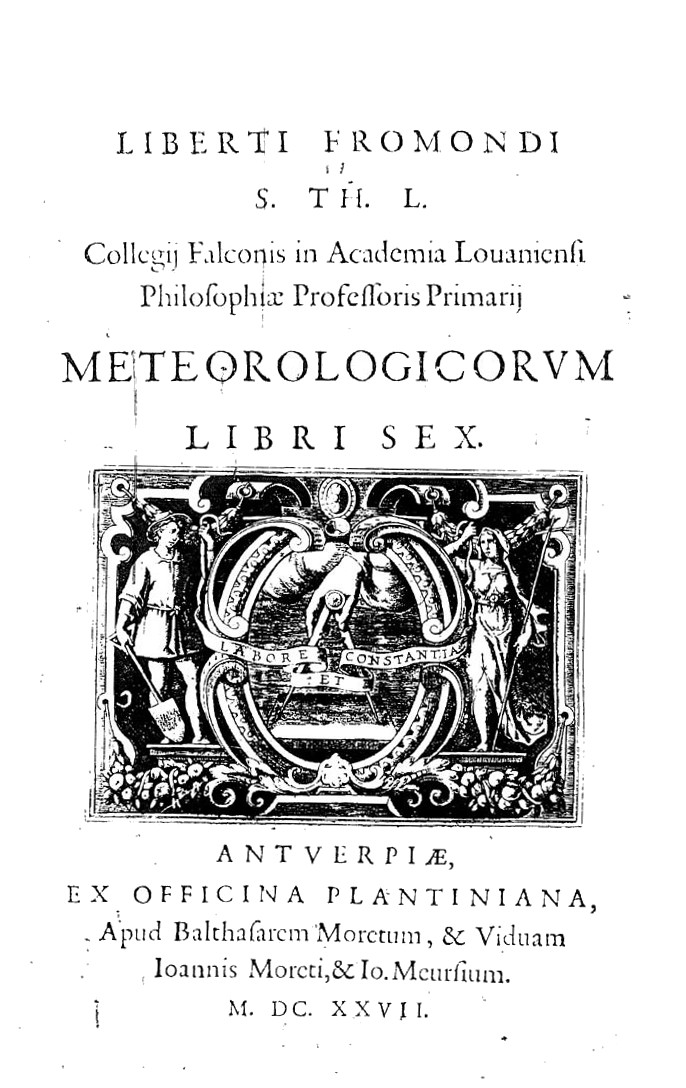
Meteorologicorum libri sex, 1627

- Coenae saturnalitiae, variatiae Somnio sive Peregrinatione coelesti (Leuven, 1616)
- Dissertatio de cometa anni 1618 (Antwerpen, 1619)
- Meteorologicorum libri sex (Antwerpen, 1627)
- Labyrinthus sive de compositione continui (Antwerpen, 1631)
- Commentarii in libros Quaestionum naturalium Senecae (Antwerpen, 1632)
- Anti-Aristarchus sive orbis terrae immobilis adversus Philippum Lansbergium (Antwerpen, 1634)
- Philosophia Christiana de Anima (1649)

## Externe Links
Gedigitaliseerde werken beschikbaar door Lovaniensia
- Bibsys: 9064085
- Biblioteca Nacional de España: XX1275214
- Bibliothèque nationale de France: cb14462868z (data)
- Biografisch Portaal: 86395020
- Digitale Bibliotheek voor de Nederlandse Letteren: froi003
- Gemeinsame Normdatei: 129025305
- International Standard Name Identifier: 0000 0001 0880 2831
- Library of Congress Control Number: n83121240
- Nationale Bibliotheek van Tsjechië: mzk2007395139
- Nationale Bibliotheek van Israël: 987007308249405171
- Nationale Bibliotheek van Polen: a0000003692345
- Nederlandse Thesaurus van Auteursnamen: 07128981X
- Istituto Centrale per il Catalogo Unico: UFIV123011
- LIBRIS: 317141
- Système universitaire de documentation: 069328072
- Trove: 1194260
- Virtual International Authority File: 24824760
- WorldCat: E39PBJtCyxJP4RKGKt8cFy6qcP